# Panelus ceylonicus
Panelus ceylonicus là một loài bọ cánh cứng trong họ Bọ hung (Scarabaeidae).